# Première (rivista)
Première è un periodico francese di cinema ad uscita inizialmente mensile poi bimestrale, creato nel 1976 da Jean-Pierre Frimbois e Marc Esposito. Pubblicato originariamente dal gruppo Lagardère Active, poi dal gruppo Rossel, è oggi pubblicato da Hildegarde, proprietaria anche del settimanale Le Film français.
Nel gennaio 2015, la rivista faceva parte, con Télérama e i siti AlloCiné e SensCritique, delle quattro piattaforme scelte dal Centre national du cinéma et de l'image animée come partner nel lancio del suo motore di ricerca che elenca le offerte VOD.